# 고형렬
고형렬(高炯烈, 1954년 11월 8일~)은 대한민국의 시인이다.

## 생애
1954년 11월 8일 강원도 속초(束草)에서 태어났다. 어린 시절에 선친의 고향인 해남 삼산면에서 초등학교를 다녔다. 십대 후반에 방황하여 대구, 제주, 진도, 구례 등지를 떠돌아다녔다.
1974년에 군사분계선이 지나가는 고성군 현내면에서 지방행정공무원 생활을 하며 설악문우회『갈뫼』 동인활동을 하며 습작을 했고,『現代文學』(1979년)에 「장자(莊子)」 등의 시를 발표하며 작품활동을 시작했다.

## 작품
첫 시집 『대청봉大靑峯 수박밭』(1985년, 청사)을 간행한 이후, 『해청海靑』 『사진리 대설(大雪)』 『서울은 안녕한가』 『바닷가의 한 아이에게』 『성에꽃 눈부처』 『김포운호가든집에서』 『밤 미시령(彌矢嶺)』 『나는 에르덴조 사원에 없다』 『유리체(琉璃體)를 통과하다』 『지구를 이승이라 불러줄까』 『아무도 찾아오지 않는 거울이다』 『오래된 것들을 생각할 때에는』 등의 개인시집과 아시아 11인 시 앤솔러지 『얼마나 분명한 작은 존재들인가』 하종오/김정환 시인과 함께 3인시집 『포옹』 등을 간행했다.
그 외 장시(長詩) 『리틀 보이』 『붕(鵬)새』 장편산문 『은빛 물고기』 『에세이 장자』(전7권) 산문집 『시 속에 꽃이 피었네』 시경(詩經) 에세이 『아주 오래된 시와 사랑 이야기』 동시집 『빵 들고 자는 언니』 고형렬 문학앨범 『등대와 뿔』 등을 간행했으며, 일본에서 『리틀 보이』(한성례) 『아시아 시행(詩行)-오늘 아침은, 블라디보스토크에서』(이미자) 『유리체를 통과하다』(권택명) 미국에서 『여치의 눈』(안선재/이형진) 베트남에서 『태양의 폭포』(응웬티투번) 등을 간행했다.

## 활동
2000년에 계간 『시평(詩評) SIPYUNG』을 창간하여 2013년까지 일본, 중국, 베트남, 몽골 등과 동남아시아, 러시아, 아랍 등의 340여 명 시인의 작품을 한국에 소개하는 등 아시아 시운동에 앞장섰다.
중국의 슈팅, 일본의 혼다 히사시, 사가와 아키, 몽골의 을찌터그스, 타이완의 옌아이린 등의 시인을 한국에 초청하여 시낭송회를 개최했으며, 2010년에 한아세안시인문학축전(Korea-ASEAN Poets Literature Festival)을 서울과 속초, 인도네시아 페칸바루에서 개최했다. 최근에 중국의 린망, 일본의  시바타 산키치, 스즈키 히사오, 김기택 등 15인 시인과 함께 『몬순 MONSOON)』 국제시동인을 결성했으며 현재 아시아시인들(The Poet Society of Asia)을 기획하고 있다.
창작과비평사 편집부장(1985-2005), 명지전문대 문창과 겸임교수, 한아세안시인문학축전 조직위원장, 『현대시학』 주간 등을 역임했다.

## 수상
지훈문학상, 일연문학상, 현대문학상, 대한민국문화예술상(본상), 백석문학상, 대한민국인물대상(문예), 시와의식작품상, 매계문학상, 형평문학상, 유심문학상 등을 수상했다.

## 같이 보기
- 한국어 시인 목록